# Російська попмузика
Російська попмузика (рос. Российская поп-музыка) — загальна назва популярних музичних жанрів, власна форма попмузики, що стосується російськомовної та російської форми попмузики. Особливими мотивами і традиціями, які вступають в гру в російській попмузиці є такі, як державний фольклор, який домінує в популярній музиці радянської епохи (естрада), російський шансон. Загалом, механізми російської попмузики мало чим відрізняються від механізмів інших індустріально розвинених країн. Окрім географічної диференціації, російська попмузика також є фактором, який має місце у всьому світі. Фактором поширення є різні російські громади в діаспорі — наприклад, у Західній Європі, США або Канаді. Російська попмузика — це конгломерат різних індивідуальних стилів. З одного боку, попса є фактором, що відрізняється, наприклад, від критичної молоді, яка належить до певних субкультур. З іншого боку, диско-танцювальна музика "зроблена в Росії" є визначальним ринковим фактором.
Свій початок бере у радянській естраді. Різниця між російською та західною попмузикою зумовлена історичними причинами — некомерційною формою мистецтва в СРСР (до 1987 року), офіційною культурою в СРСР, державним фольклором в СРСР, цензурою з вираженим ідеологічним характером. В силу цих, а також інших причин радянська популярна музика відрізнялася легким стилем або академічним жанром. На російську поп-музику мають певні впливи таких західних напрямків, як фанк, транс, євроданс, диско, американський поп та інші.

## Формування
Жанри попмузики, поширені у сучасній Росії і країнах СНД почали свій розвиток за часів СРСР і дещо відрізнялися від подібних напрямків як на Заході, так і на Сході. Від американської попмузики радянська відрізнялася більшою ліричністю, відмовою від яскравих сексуальних підтекстів пісні, наявністю табу на вживання мату, цензурою, більшою яскравістю і виразністю тексту, що частково було пов'язано з в основному некомерційною формою даного виду музики в СРСР і меншим використанням (а часто і відсутністю) передової музичної техніки в країні з тієї ж причини. Певні жанри музики в СРСР були під забороною або суворим контролем (панк, рок, джаз) через побоювання політичної пропаганди, інші не мали для свого формування культурного чи етнічного підґрунтя на відміну, наприклад, від скажімо, від США і Британії. У результаті радянська попмузика виявилася ближче до традиційної попмузики, поширеної в романських країнах - Італії, Франції. У цілому, однак, загальний стиль і формат пісень, а також характерні мелодії носили традиційний західноєвропейський характер і відрізнялися від так званої східної музики.

## Хронологія

### 1960-ті
Сформувавшись як один з найбільших ринків світу до початку 60-х, російська попмузика була представлена такими виконавцями як Едіта П'єха, Валерій Ободзинський Муслім Магомаєв.

### 1970-ті
У сімдесяті роки почали свою кар'єру, а потім отримали всесоюзну популярність Софія Ротару, Алла Пугачова, Валерій Леонтьєв. Одночасно в цей період на російську попмузику починають впливати різні західні жанри (джаз рок тощо). Разом з тим популярна радянська музика набуває популярності в Східній Європі.

### 1980-ті
На початку 80-х російська попмузика збагачується піснями таких композиторів як Раймонд Паулс, Юрій Чернавській, Володимир Пресняков. Незважаючи на бурхливий розквіт і надзвичайну популярність, російська і радянська музична продукція, на відміну від Європи і США, розвивається в умовах слабкої комерціалізації, відсутності розвинутої крупнобюджетної реклами і т. д., що, однак, позитивно позначилося на деяких її суб'єктивних характеристиках. При цьому всередині естради існували елементи конкуренції, переважно на особистому рівні, склалися впливові сімейні клани.

### 1990-ті
Попри складний економічний період, російська попмузика не втрачає в популярності. Серед артистів цих років - Ігор Ніколаєв, Наташа Корольова, Олег Газманов, NЭНСИ,  «Блестящие», «ВИА Гра» та інші. Вже з цього моменту (саме з початком проголошення Російської Федерації) з 1991 року почалася епоха російської поп-музики "рух вгору" яка тривала до 2000 року.

### 2000-е
Кінець 90-х і початок 2000-х ознаменувалися посиленням впливу світової, зокрема американської музики, що позначився і на характері їх аранжувань. В кінці 2000-х з падінням продажів у формі фізичних носіїв (що характерно і для загальносвітової індустрії) відбувається перекваліфікація лейблів на продаж музики через інтернет - в основному так званих цифрових синглів. Якщо на рубежі 1990-х - 2000-х обсяги продажів сягали 1,5 мільйонів копій для найуспішніших альбомів, то в 2009 цей показник опустився до 100 тисяч копій. Основною проблемою ринку залишається високий рівень піратства (в сфері фізичних носіїв - близько 70% в інтернеті - близько 90%). У 2010-ті роки в Росії і країнах СНД стали популярними Світлана Лобода, Макс Барських, Niletta, Zivert, Ольга Бузова, Даня Мілохін та інші[16]. У 2020-х роках поп-музика набирає свою популярність і до цього дня. Але і про старі часи теж не варто забувати. 11 березня 2023 року поп-король Філіп Кіркоров на шоу Наташі Корольової "Символ юності" заявив,  : "Ці пісні - про маленьку країну, про шанувальників, про тюльпани, про синіх лебедів - так потрібні, так наповнюють наші душі і наші серця, що вони актуальні і сьогодні".

## Характеристики гармонії
У музичному відношенні російська попмузика привертає увагу частими використаннями модуляцій, що в певному сенсі зближує її з академічною музикою. На думку американського дослідника Г.Попольського  модуляція вперше була використана у 13 столітті в Русі.
74 % пісень модулюють у нову тональність безпосередньо після фінального програшу, передуючи фінальному куплету (так звана «точка модуляції»). Статистика видів модуляції виглядає так:
47 % — Півтона вгору

45 % — Тон вгору

7 % — Мала терція вгору

1 % — Низхідні модуляції
Інші види модуляцій вживаються вкрай рідко..
Помічено, що модуляції частіше використовуються у випадку жіночого вокалу, а також в тому разі, якщо акомпанемент не відрізняється ритмічною складністю.